# Hangover Music Vol. VI
Hangover Music, Vol. VI è il quinto album in studio del gruppo musicale heavy metal statunitense Black Label Society, pubblicato nel 2004 dalla Spitfire Records e in seguito dalla Armoury Records.

## Tracce
1. Crazy or High – 3:34
2. Queen of Sorrow – 4:15
3. Steppin' Stone – 4:54
4. Yesterday, Today, Tomorrow – 3:43
5. Takillya (Estyabon) (strumentale) – 0:39
6. Won't Find It Here – 6:26
7. She Deserves a Free Ride (Val's Song) – 4:19
8. House of Doom – 3:46
9. Damage Is Done – 5:20
10. Layne – 5:15
11. Woman Don't Cry – 5:39
12. No Other – 4:59
13. A Whiter Shade of Pale – 5:08 – cover dei Procol Harum
14. Once More – 4:10
15. Fear – 4:38

## Formazione
- Zakk Wylde – voce, chitarra, basso, pianoforte
- Mike Inez – basso (traccia 1)
- John DeServio – basso (tracce 2, 9, 10, 14)
- James LoMenzo – basso (tracce 3, 4, 6, 7, 8, 11, 15)
- Craig Nunenmacher – batteria
- John Tempesta – batteria (traccia 14)